# Give That Wolf a Banana
Give That Wolf a Banana är en låt av den norska popduon Subwoolfer, bestående av Ben Adams och Gaute Ormåsen. Låten släpptes den 10 januari 2022 och representerade Norge i Eurovision Song Contest 2022 i Turin efter att ha vunnit Melodi Grand Prix 2022 i Norge. Den 11 februari 2022 släpptes en Alla Hjärtans Dag-version av låten med titeln "Give That Wolf a Romantic Banana".

## Eurovision Song Contest
Låten släpptes den 10 januari 2022 i samband med tillkännagivandet av artister och bidrag till norska Melodi Grand Prix 2022. Vinnaren skulle få representera Norge i Eurovision Song Contest 2022. Låten avslöjades vara en av fem direktkvalificerade bidrag till finalen som skulle hållas den 19 februari. I finalen gick låten vidare till Guldduellen där den utsågs till vinnare.
Låten framfördes i den första semifinalen av Eurovision Song Contest 2022 som sändes den 10 maj. Den gick vidare till finalen den 14 maj där den placerade sig på en tionde plats med 182 poäng, varav 36 kom från juryn och 146 från tittarna.